# Landy Andriamboavonjy
Landy Andriamboavonjy est une artiste lyrique (de tessiture soprano), harpiste, compositrice française d'origine malgache. Elle est également comédienne, danseuse, cheffe de chœur, metteuse en scène et dramaturge,,. 

## Biographie
Landy Andriamboavonjy a étudié la musique au CNR de Besançon. Elle y a obtenu un premier prix de harpe, de musique de chambre et de danse, puis se dirige vers l'étude du chant lyrique et du chant baroque. Elle développe un univers créatif et artistique très multidisciplinaire, selon elle lié à ses origines malgaches,,.

## Œuvres

### En tant qu'auteure compositrice
- Le voyage de Zadim, illustrations de Charlotte Gastaut, Milan [7],[8]

### En tant qu'interprète
- Maraina : l'aventure des premiers Réunionnais, César Paes, réalisateur ; Laterit productions, 2012 [9],[10],[11],[12]